# Governo Cameron
O Governo Cameron ou Primeiro-ministério de David Cameron refere-se ao período da história britânica no qual David Cameron ocupou o cargo de Primeiro-ministro do país, mais especificamente, de 2010 a 2016. O governo Cameron teve início em 11 de maio de 2010, quando Cameron aceitou o convite da Rainha para formar um gabinete de governo, o que ocorreu após a renúncia de seu antecessor, Gordon Brown e teve fim em 13 de julho de 2016, quando renunciou. Enquanto primeiro-ministro, Cameron também ocupou os cargos de Primeiro Lord do Tesouro, Ministro do Serviço Social e Líder do Partido Conservador.
Após as eleições parlamentares de 2010, Cameron tornou-se o primeiro-ministro como chefe de uma coligação entre os Conservadores e o Liberal Democratas, uma vez que nenhum dos partidos havia conquistado a maioria na Câmara dos Comuns. Em uma de suas primeiras medidas no governo, Cameron nomeou Nick Clegg, líder do Liberal Democratas como Vice-Primeiro-ministro. Entre eles, a coligação entre os dois partidos passou a somar 363 assentos na Câmara dos Comuns, com uma ampla diferença de 76 assentos.
Nas eleições parlamentares de 2015, Cameron foi reeleito e permaneceu como Primeiro-ministro, desta vez, formando um governo inteiramento do Partido Conservador, tendo diferença de 12 assentos na Câmara dos Comuns para o segundo maior grupo parlamentar.
Com a decisão do Reino Unido de  deixar a União Europeia confirmada por referendo de junho de 2016, Cameron anunciou sua renúncia em discurso público televisionado, afirmando que havia comunicado a decisão à monarca anteriormente. Entre as razões para tal decisão, Cameron citou "a necessidade de uma nova liderança". Inicialmente, Cameron afirmou que permaneceria no cargo até a realização da conferência Tory em outubro.

## Primeiro mandato (2010 - 2015)
Nas eleições parlamentares de 6 de maio de 2010, o Partido Conservador recebeu o maior número de assentos na Câmara dos Comuns desde as eleições parlamentares de 1992, mantendo 306 membros do parlamento. Contudo, estaria ainda com 20 assentos a menos da maioria absoluta, resultando na maior coligação partidária parlamentar desde fevereiro de 1974. As conversações entre Cameron, líder dos Conservadores, e Nick Clegg, líder do Liberal Democratas, culminou na coligação dos dois partidos. Posteriormente, a Rainha Isabel II convidou Cameron para assumir o governo britânico e formar seu gabinete de governo como Primeiro-ministro.

### Formação do governo
No dia 11 de maio de 2010, David e Samantha Cameron foram conduzidos do Palácio de Buckingham até a 10 Downing Street, a residência oficial do primeiro-ministro britânico. Cameron prestou homenagem ao governo anterior e ao seu antecessor, Gordon Brown; tendo descrito as "decisões difíceis" para alcançar "tempos melhores vindouros". No mesmo dia, Cameron reuniu-se com parlamentares de seu partido para uma reunião e uma comemoração particular pela vitória nas eleições. Foi reportado que na ocasião, o novo primeiro-ministro detalhou aos presentes a estrutura de coligação entre os dois partidos.
Cameron realizou sua primeiras visitas oficiais em maio de 2010. Primeiramente, visitou a Escócia e reuniu-se com o Primeiro-ministro Alex Salmond, seguindo para o País de Gales, onde foi recebido pelo Primeiro-ministro Carwyn Jones, e para a Irlanda do Norte, onde reuniu-se com o Primeiro-ministro Peter Robinson. Sua primeira visita de Estado a um país estrangeiro ocorreu em 20 de maio, à França, onde foi recepcionado com honras pelo então Presidente Nicolas Sarkozy. O Primeiro-ministro visitou a Alemanha no dia seguinte, onde teve uma reunião bilateral com a Chanceler Angela Merkel. 

### Nomeação do gabinete
Cameron concedeu coletiva de imprensa em 12 de maio de 2010, sobre o gabinete a ser formado. Logo em seguida, Cameron assumiu oficialmente o governo e foi confirmado que o líder do Liberal Democratas, Nick Clegg, seria nomeado seu vice. Por sua vez, George Osborne seria nomeado Chanceler do Tesouro. Pouco tempo depois, William Hague foi confirmado como Secretário de Estado dos Negócios Estrangeiros e da Commonwealth e Theresa May foi confirmada como Secretária do Interior.